# Nicholas Wyman
Nicholas „Nick“ Wyman (* 18. Mai 1950 in Portland, Maine) ist ein US-amerikanischer Film- und Fernsehschauspieler sowie Musicaldarsteller.

## Leben und Leistungen
In Maine geboren, wuchs Wyman in Summit, New Jersey auf. Zunächst studierte er Psychologie an der Harvard University, wechselte später jedoch an die Yale School of Drama, um dort eine Ausbildung zum Schauspieler zu absolvieren. Anschließend ging Wyman nach New York City, wo er sich im Laufe der Zeit als Bühnendarsteller etablieren konnte und in mehreren Broadway-Produktionen auftrat. Besonderen Erfolg hatte er 1981 mit dem Musical My Fair Lady, in dem er neben Sir Rex Harrison die Rolle des Freddie spielte. Weitere Musicals, in denen er mitwirkte, waren unter anderem Das Phantom der Oper und A Tale of Two Cities.
Neben seiner Karriere auf der Bühne, begann Wyman mit der Zeit als auch Film- und Fernsehschauspieler aktiv zu werden. Bekannte Produktionen, in denen er Auftritte hatte, sind unter anderem die Sitcom Wer ist hier der Boss?, die Krimiserie Law & Order, sowie John McTiernans Actionfilm Stirb langsam: Jetzt erst recht, in welchem er die Rolle eines Terroristen übernahm.
Wyman war von 2010 bis 2015 Vorsitzender der amerikanischen Schauspielergesellschaft Actors' Equity Association. Er ist seit 1979 mit der Schauspielerin Beth McDonald verheiratet, mit der er zwei Töchter und einen Sohn hat. Er hat einen jüngeren Bruder, Oliver Wyman, welcher ebenfalls als Schauspieler tätig ist.

## Filmografie (Auswahl)
- 1978: Der Fluch des Hauses Dain (The Dain Curse)
- 1986: Wer ist hier der Boss? (Who's the Boss?, Fernsehserie, 1 Folge)
- 1987: Ein Ticket für Zwei (Planes, Trains and Automobiles)
- 1988: Der Fall Mary Phagan (The Murder of Mary Phagan, Fernsehserie, 2 Folgen)
- 1988: Funny Farm
- 1989: CBS Summer Playhouse (Fernsehserie, 1 Folge)
- 1994: Liebe, Lüge, Leidenschaft
- 1995: Pete & Pete
- 1995: Stirb langsam: Jetzt erst recht (Die Hard with a Vengeance)
- 1997: Film
- 1997–2003: Law & Order (Fernsehserie, 2 Folgen)
- 1998: Cosby (Fernsehserie, 1 Folge)
- 2000: Chaos City (Spin City, Fernsehserie, 1 Folge)
- 2000: Geschichten aus der Gruft (Tales from the Crypt, Fernsehserie, 1 Folge)
- 2002: Igby (Igby Goes Down)
- 2002: Manhattan Love Story
- 2003: Law & Order: Special Victims Unit (Fernsehserie, 1 Folge)
- 2003–2006: Chappelle’s Show (Fernsehserie, 2 Folgen)
- 2005: Pete & Pete (The Adventures of Pete & Pete, Fernsehserie, 1 Folge)
- 2008: Synecdoche, New York
- 2009: Springfield Story (Guiding Light, Fernsehserie, 1 Folge)
- 2010: Good Wife (The Good Wife, Fernsehserie, 1 Folge)
- 2012: Boardwalk Empire (Fernsehserie, 4 Folgen)
- 2014: Veep – Die Vizepräsidentin (Veep, Fernsehserie, 1 Folge)
- 2014: Detective Laura Diamond (The Mysteries of Laura, Fernsehserie, 1 Folge)
- 2015: Madam Secretary (Fernsehserie, 1 Folge)
- 2015: Elementary (Fernsehserie, 1 Folge)
- 2016: Split
- 2020: Future Man (Fernsehserie, 1 Folge)

## Musicals
- 1971: Grease
- 1974: The Magic Show
- 1975: Very Good Eddie
- 1976: Sly Fox
- 1979: Whoopee!
- 1980: On the Twentieth Century
- 1981: My Fair Lady
- 1986: Das Phantom der Oper
- 1987: Les Misérables
- 2008: A Tale of Two Cities